# Adalberto da Lorena
Adalberto da Lorena (c. 1000 — Thuin,  Bélgica 11 de novembro de 1048) foi duque da Alta Lorena por cerca de um ano, de 1047 até sua morte no ano seguinte.

## Relações familiares
Foi filho do conde Gerardo IV e de Gisela da Lorena, filha de Teodorico I da Lorena. Do seu casamento com Clemência de Foix (c. 1015 -?), filha de Bernardo I Rogério de Foix (981 - 1036) e de Garsenda de Bigorre (986 -?), terá tido duas filhas. Uma delas (Estefânia da Borgonha)  (embora Muitos historiadores, atualmente não considerem estes dados como totalmente corretos):
1. Estefânia da Borgonha (? - 1088) (também identificada como Estefânia de Longwy ou também como Étiennette de Longwy (? - 1088) casado com Guilherme I da Borgonha (1020 - 1087)[2].
2. Ermesinda de Longwy (1025 -?) casada com Guilherme VII da Aquitânia (1020 -?), duque da Aquitânia.